# 認知症協会
認知症協会（にんちしょうきょうかい）は、認知症予防の人材育成・支援を目的とする日本の団体である。
2015年に設立された。認知症予防に関する資格認定制度の運営や講演活動、教材の制作・監修などを行っており、東京都港区に本部を置く。代表理事は医学博士の山根一彦で、2017年より同職に就任している。

## 沿革と設立目的
認知症協会は、日本における超高齢社会の進行とそれに伴う認知症患者数の増加に対応するために設立された。設立の目的は、地域社会で認知症予防に携わる人材を育成し支援することであり、高齢社会の課題解決に向けて認知症予防の専門知識と技術を持った人材を輩出することを理念としている。

## 主な活動内容
認知症協会は認知症予防の講演と人材育成を中心に、幅広い事業を展開している。その主な活動内容は以下のとおりである。
- 資格認定制度：認知症予防の専門知識を持つ人材を養成するための資格「認知症予防活動支援士」を認定する制度の運営。受講者に対し、認知症予防に関する知識習得から実践支援までの教育プログラムを提供している[1][2]。
- 講演活動：各地での講演会やセミナーの開催、ウェブサイト・SNS・会報誌などを通じた認知症予防情報の発信による活動。行政や医療機関からの依頼により出張講演を行うなど、地域や公共団体向けの講演事業も展開している[3][4]。
- 研修・講師派遣：自治体や企業、高齢者施設などを対象に認知症予防プログラムの研修を行い、専門講師を派遣して実践的な指導を行っている。これにより各地域で認知症予防活動を推進する人材の育成支援を図っている[3]。
- 教材・出版：認知症予防に関する書籍や教材、雑誌等の制作・監修・販売。協会監修のもとで一般向けの実用書や脳トレーニング冊子などを出版し、正しい予防知識の普及に努めている[4]。
- コンサルティング：企業や自治体、各種団体に対し、認知症予防に関わる事業の企画運営について専門的助言やコンサルティングサービスを提供している[5]。地域包括ケアや高齢者福祉施策と連携し、認知症予防対策の立案支援なども手掛けている。

## 出版物とメディアでの活動
代表の山根一彦は、一般向けの出版物やメディアを通じても認知症予防の講演活動を行っている。山根は認知症予防に関する一般書を複数執筆・監修しており、その著書には『認知症にならない最強の食事』『新健康 脳活ドリル』『健康! 脳活点つなぎ』などがある。また協会監修の著作として『認知症を防ぐ 最高の食べ方』（KADOKAWA）などの出版にも携わっている。
山根一彦自身も専門家としてテレビや雑誌、オンラインメディアに出演し、最新の予防知見を紹介している。例えば、健康関連の雑誌やニュースサイトで認知症予防の解説記事を寄稿したり、YouTube上で「認知症予防・改善教室」といった動画シリーズを展開するなど、多様な媒体で情報発信を行っている。

## 組織
法人の本部所在地は東京都港区赤坂にあり、全国規模での活動展開を支える拠点となっている。協会は医療・研究機関や企業との連携にも積極的で、主要な提携先として東京都健康長寿医療センターや国立長寿医療研究センターなどが挙げられる。また、資格認定や研修事業においては法律分野の教育機関である東京リーガルマインド（LEC）や教材制作の中央法規出版などとも協力関係にある。